# Adrián Martínez
Adrián Martínez Flores, plus connu sous le nom de Adrián Martínez, né le 7 janvier 1970 à Mexico au Mexique, est un footballeur international mexicain. 
Il joue au poste de gardien de but avec le club du CD Irapuato (1,91 m pour 95 kg).

## Carrière

### En club
- 1992-1998 : Club León -  Mexique
- 1998-2003 : Santos Laguna -  Mexique
- 2003-2004 : Necaxa -  Mexique
- 2004-2005 : Santos Laguna -  Mexique
- 2005-2010 : San Luis FC -  Mexique
- Depuis 2010 : CD Irapuato -  Mexique

### En équipe nationale
4 sélections et 0 but avec  Mexique entre 2000 et 2002.

## Palmarès

### En club
- Avec Club León :
  - Champion du Mexique en 1992.

- Avec Santos Laguna :
  - Champion du Mexique en 2001 (Verano).

### En sélection
- Avec l'équipe du Mexique :
  - Finaliste de la Copa América en 2001.